# ألبير كوستانيان
ألبير كوستانيان (1980 -) سياسي ومُعد ومُقدم برامج لبناني من أصل أرمني.

## حياته
وُلد في صور، درس الاقتصاد في «الجامعة اليسوعية» وأكمل دراساته الاقتصادية في جامعة HEC في باريس 

## حياته الأسرية
متزوج من ماغي نبيل خبيه ولديه ولدان كاميل وإمانويل

## العمل السياسي
كان من مؤسسي حركة «لبناننا»، وبعد اغتيال النائب بيار أمين الجميل فرض واقعاً جديداً، أساسه أن رفاق سامي الجميل زميل دراسته أصبحوا «الكتائبيين الجدد» انتسب إلى حزب «الكتائب اللبنانية» عام 2007 عام 2009 تولى إدارة الماكينة الانتخابية لـ«الكتائب».تنقل بين لبنان وباريس، حيث يعمل مستشاراً إستراتيجياً في شركة ARTHURD LITTLE، إلى أن قرر تولي مكتب بيروت في الشركة منذ عام 2014 ، لينتقل بشكل نهائي إلى لبنان وعمل مستشاراً كتائبياً للنائب سامي الجميل.

## العمل التلفزيوني
في 26 مارس 2019 إنتقل لتقديم البرامج من خلال برنامج «رؤية لبنان 2030» على شاشة المؤسسة اللبنانية للإرسال. وصور في «بيت بيروت» (السوديكو)، إلى جانب ضيوف موزعين على ميادين سياسية، ثقافية، واقتصادية مختلفة يقام بمحاورتهم بأسلوب خارج عن النمط التقليدي